# نشتی آمونیاک سومیکیمپروم
در ۲۱ مارس ۲۰۲۲ در جریان نبرد سومی، آفند هوایی روسیه به یکی از مخازن آمونیاک در کارخانه سومیکیمپروم آسیب رساند و زمینی به بزرگی ۲٫۵ کیلومتر (۱٫۶ مایل) را آلوده کرد. به دلیل جهت وزش باد، شهر سومی با وجود نزدیکی به منطقه نشت تا حد زیادی تحت تأثیر قرار نگرفت.

## پیش‌زمینه
دو روز پیش از افشای اطلاعات، میخائیل میزینتسف، رئیس مرکز مدیریت دفاع ملی روسیه ادعا کرد که ملی‌گرایان اوکراینی در حال طراحی یک حمله شیمیایی پرچم دروغین در سومی بودند. میزینتسف در ۱۹ مارس ادعا کرد که مین‌هایی در انبارهای مواد شیمیایی در کارخانه قرار داده شده‌اند تا در صورت پیشروی نیروهای روسی به شهر، ساکنان را مسموم کنند. او همچنین مدعی شد که یک مدرسه متوسطه به‌طور مشابه در کوتلیاروو، استان میکولایف مورد خرابکاری قرار گرفته‌است.

## نشت
نشت نخستین بار در حدود ساعت ۴:۳۰ صبح به وقت محلی در ۲۱ مارس ۲۰۲۲ در کارخانه شیمیایی سومخیمپروم در حومه سومی گزارش شد.